# Capovolgimento (nautica)

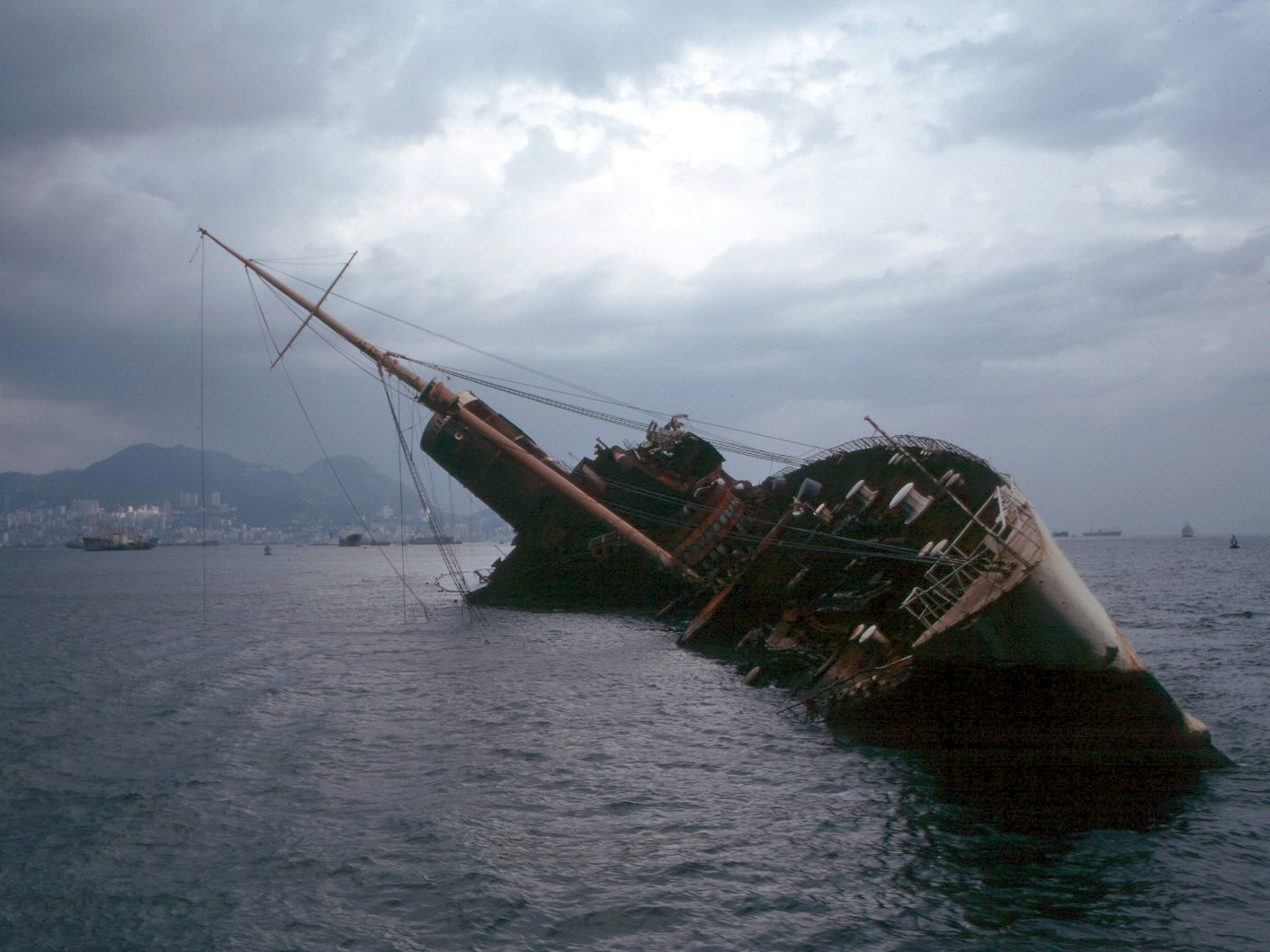
La Seawise University (ex RMS Queen Elizabeth) capovolta nel porto di Hong Kong

Nella nautica, il capovolgimento si verifica quando un'imbarcazione perde l'equilibrio longitudinale inclinandosi su un fianco, oppure quando si capovolge completamente (in tal caso si parla di ribaltamento). 
La manovra con la quale si cerca di ristabilire l'assetto corretto è detta "raddrizzamento". Alcune imbarcazioni sono dotate di apparecchiature in grado di ristabilire l'assetto corretto; in tal caso sono dette "auto-raddrizzanti".

## Piccole imbarcazioni
Le imbarcazioni a deriva mobile (dinghy) possono inclinarsi parzialmente (fino a 90 gradi) oppure capovolgersi completamente. L'inclinazione parziale avviene frequentemente nel corso della navigazione, e in tal caso l'equipaggio riesce il più delle volte ad effettuare il raddrizzamento. A volte il dinghy viene inclinato deliberatamente per fare uscire acqua entrata nello scafo. 
Il kayak marino può essere raddrizzato con opportune manovre anche nel caso di un capovolgimento completo. Ciò richiede comunque una notevole abilità, per cui alcuni kayak marini sono dotati di longheroni sulle fiancate per evitare il ribaltamento. Nelle gare di kayak o di canoa fluviali il capovolgimento, anche completo, è considerato frequente, ma lo scafo può essere raddrizzato con una manovra di eskimo roll.
Nei velieri il capovolgimento, anche parziale, è molto pericoloso e può portare all'affondamento. Alcuni velieri sono dotati di meccanismi che raddrizzano l'imbarcazione facendola ritornare all'assetto corretto. Ciò è accaduto al Gipsy Moth IV condotto da Sir Francis Chichester nella sua circumnavigazione del globo in solitaria del 1967, mentre navigava nel mare di Tasmania.  Durante una forte burrasca, di notte, il Gipsy Moth si capovolse di 140 gradi ma poi si raddrizzò lentamente sullo stesso fianco. Chichester dovette lavorare a lungo per risistemare tutto ciò che si era rovesciato nella cabina, ma il ketch non aveva riportato seri danni e poté procedere verso capo Horn.

## Grandi imbarcazioni
Per evitare capovolgimenti, nelle navi da carico occorre stivare e assicurare correttamente i carichi solidi, perché i movimenti di rollio possono essere particolarmente violenti in mare. Se il carico si muove il baricentro della nave si sposta, a volte fino al punto di provocare una pericolosa inclinazione dello scafo.  Nel caso di carichi liquidi o materiali sciolti (per esempio granaglie) è necessario suddividere il carico in zone separate, che devono essere riempite completamente per evitare il loro movimento. 

## Casi storici notevoli

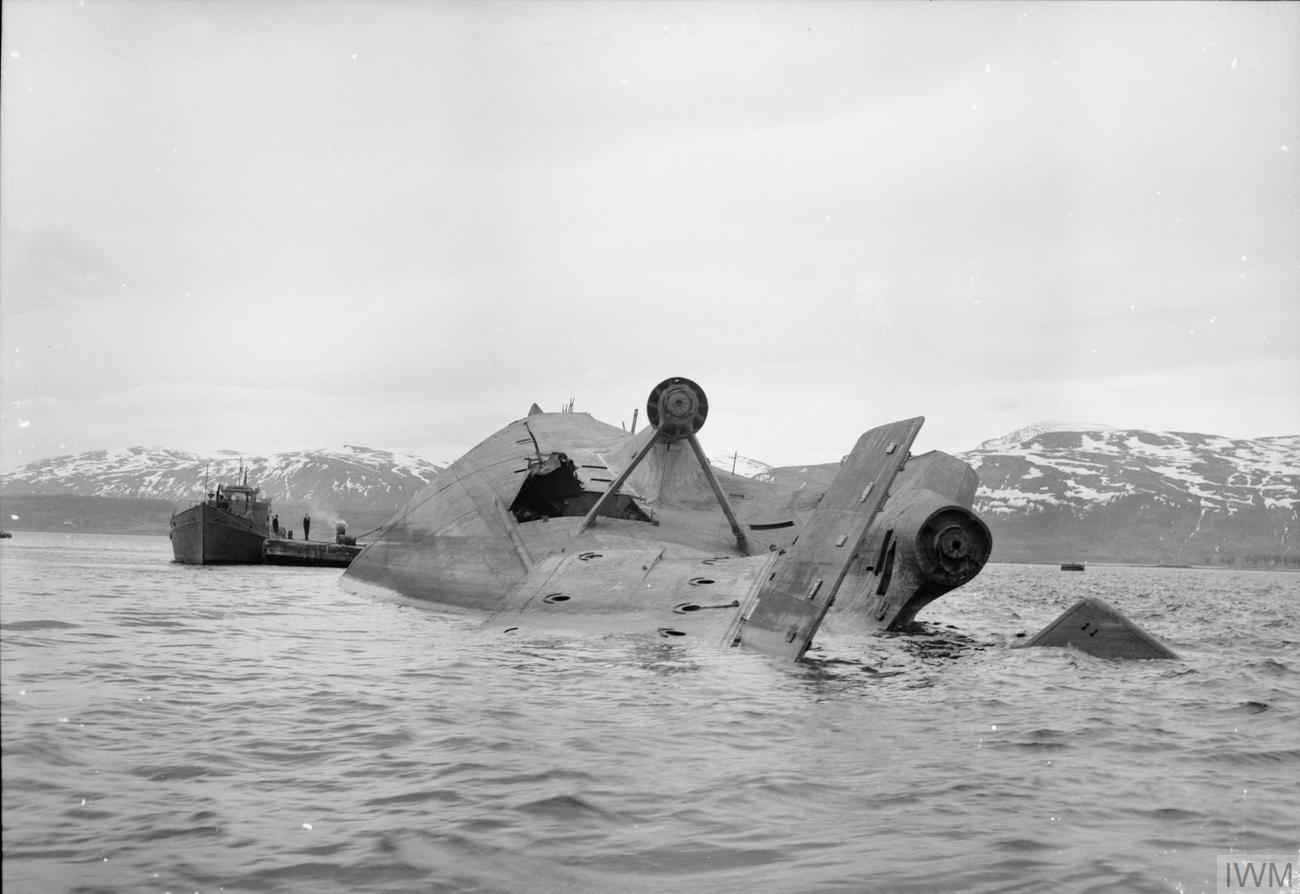
La corazzata tedesca Tirpitz capovolta in un fiordo della Norvegia dopo un attacco della Royal Air Force

- Mary Rose, caracca inglese capovolta e affondata nel 1545 durante un ingaggio con la Marine royale francese (ca. 360 vittime)
- Vasa, nave militare svedese capovolta e affondata nel 1628 poco dopo il varo nel porto di Stoccolma (50 vittime)
- SS Eastland, nave passeggeri capovolta e affondata nel 1915 nel lago Michigan (845 vittime)
- SMS Blücher, incrociatore corazzato tedesco affondato nel 1915 nella battaglia di Dogger Bank (770 vittime)
- USS Oklahoma (BB-37), corazzata USA affondata il 7 dicembre 1941 nell'attacco di Pearl Harbor (415 vittime)
- Tirpitz, corazzata tedesca affondata dalla Royal Air Force il 12 Novembre 1944 nel fiordo di Tromsø (ca. 1000 vittime)
- Novorossiysk (ex Giulio Cesare), nave da battaglia sovietica capovolta e affondata nel 1955 (608 vittime)
- Andrea Doria, transatlantico capovolto e poi affondato il 25 luglio 1956 in seguito allo speronamento da parte della Stockholm (46 vittime)
- HMS Coventry, cacciatorpediniere britannico affondato il 25 maggio 1982 durante la guerra delle Falkland (19 vittime)
- Herald of Free Enterprise, nave traghetto britannica capovolta e affondata il 6 marzo 1987 (193 vittime)
- MS Estonia, traghetto estone affondato il 28 settembre 1994 (852 vittime)
- MV Le Joola, traghetto senegalese affondato il 26 Settembre 2002 (oltre 1860 vittime)
- MS al-Salam Boccaccio 98, traghetto saudita capovolto e affondato nel mar Rosso il 3 febbraio 2006 (ca. 1000 vittime)}
- Costa Concordia, nave da crociera capovolta il 13 gennaio 2012 nei pressi dell'isola del Giglio (32 vittime)
- MV Sewol, nave passeggeri sud coreana capovolta e affondata il 16 aprile 2014 (304 vittime)